# Shelton Benjamin
Shelton James Benjamin (Orangeburg, Carolina del Sur; 9 de julio de 1975) es un luchador profesional estadounidense que actualmente trabaja con All Elite Wrestling (AEW). Es conocido por haber trabajado para la empresa WWE en dos etapas, una de 2000 a 2010, y la otra de 2017 a 2023. 
También es conocido por sus apariciones para promociones como Ring of Honor (ROH), y New Japan Pro-Wrestling (NJPW). Fue parte de un equipo con Charlie Haas, en el que fueron conocidos como The World's/Wrestling's Greatest Tag Team, al igual que de un stable llamado The Hurt Business, junto a MVP, Bobby Lashley, y Cedric Alexander; con este último, ostenta un reinado como Campeón en Parejas de Raw.
Durante su carrera, Benjamin ha sido una vez Campeón Mundial al haber ganado el Campeonato Universal Pesado de la WWC; también ha ganado el Campeonato Intercontinental tres veces, una vez el Campeonato de los Estados Unidos, tres veces el Campeonato por Parejas de la WWE/Raw y tres veces el Campeonato 24/7, además de haber conseguido dos veces el Campeonato Mundial en Parejas de ROH junto a Haas y Campeonato Sureño por Parejas de la OVW en cuatro ocasiones, tres junto a Brock Lesnar y una junto a Redd Dogg.

## Carrera

### World Wreslting Federation / Entertainment

#### Ohio Valley Wrestling (2001-2002)
Shelton Benjamin fue contratado por la World Wrestling Federation en 2001 y fue trasladado a la Ohio Valley Wrestling (OVW), territorio de desarrollo de la WWF para que allí se entrenara y mejorara sus habilidades sobre el ring. Al poco de llegar, hizo equipo con Brock Lesnar, siendo conocidos como Minnesota Stretching Crew.
El 13 de febrero del 2001 Minnesota Stretching Crew venció a The Disciples of Synn (BJ Payne y Damian) y ganaron el Campeonato Sureño por Parejas de la OVW empezando un feudo los dos equipos. Benjamin y Lesnar perdieron los títulos el 22 de abril de ese mismo año, pero los recuperaron el 15 de mayo. Retuvieron los títulos hasta el 14 de julio, día que dejaron vacante los títulos por una lesión de Benjamin. Después de la lesión, Shelton y Lesnar volvieron a luchar juntos y tras varios combates se ganaron la oportunidad de pelear por el campeonato, la cual se hizo efectiva el 30 de octubre de 2001, donde derrotaron a Rico Constantino y The Prototype, ganando el campeonato por tercera y última vez en conjunto. Perdieron los títulos ante The Suicide Blondes el 7 de noviembre de 2001.
Tras perder los campeonatos, Lesnar se fue a luchar a la WWF el 18 de marzo de 2002 y Shelton comenzó a hacer equipo con Redd Dogg, con quien ganó por cuarta y última vez el Campeonato Sureño por Parejas de la OVW. Poco tiempo después, Shelton comenzó a luchar en WWE Sunday Night HEAT y en los house shows de la WWE, hasta que en 2002 se fue al plantel principal de la WWE.

#### 2002-2003
El 26 de diciembre de 2002 Shelton debutó en Smackdown junto a Charlie Haas como un equipo que tenía a Kurt Angle como su protector y mentor, llamándolos Team Angle. En enero de 2003 Team Angle tuvo varias luchas contra Chris Benoit y Edge, teniendo un feudo contra Benoit que duró hasta No Way Out, donde Benoit y Lesnar les derrotaron.
Tras esto, el dúo ganó su primer Campeonato por Parejas de la WWE un mes después de debutar, derrotando a Los Guerreros (Eddie y Chavo Guerrero) el 6 de febrero de 2003, reteniéndolos en WrestleMania XIX en una Triple Threat match entre Los Guerreros y Chris Benoit y Rhyno y en Backlash ante Los Guerrero, pero perdieron los títulos ante Eddie Guerrero y su nuevo compañero, Tajiri, en Judgment Day en un ladder match.
La storyline concluyó el 12 de junio de 2003 en SmackDown!, cuando Angle se enfrentó con Haas y Benjamin y se fue del equipo. Desde entonces empezaron a referirse como The World's Greatest Tag Team, siendo el nuevo nombre del equipo, ganando el Campeonato en Parejas de nuevo en SmackDown! el 3 de julio. Los retuvieron frente a Rey Mysterio y Billy Kidman en Vengeance, pero los perdieron el 18 de septiembre, después de que Benjamin sufriera una lesión durante una pelea frente a Los Guerreros.

#### 2004-2005
La lesión le mantuvo apartado de los cuadriláteros durante 5 semanas, volviendo a hacer equipo una vez estuvo recuperado y ganaron a The Basham Brothers, consiguiendo un puesto en la Royal Rumble, pero ninguno la ganó. En No Way Out ganaron a Acolytes Protection Agency y en WrestleMania XX pelearon por el título ante The APA, The Basham Brothers y los campeones Scotty 2 Hotty y Rikishi, reteniendo los cinturones los campeones. El 22 de marzo de 2004, Benjamin fue trasladado a la marca Raw como parte del 2004 Draft Lottery. Al poco de llegar, Benjamin se convirtió en face cuando derrotó por cuenta de tres a Triple H. Esta derrota hizo que ambos tuvieran un feudo, derrotándole tres veces: una por pinfall, otra por cuenta de fuera y otra por descalificación. Como parte de la historia, Benjamin se enfeudó con los demás miembros del stable de Triple H, Evolution, derrotando a Ric Flair en Backlash y perdiendo ante Randy Orton en una pelea por el Campeonato Intercontinental de la WWE en Bad Blood.

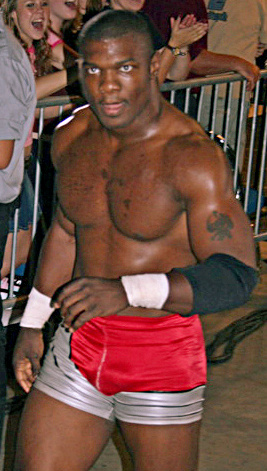
Tras años luchando en parejas, en 2004 inició una carrera como luchador individual.

Durante una pelea contra Garrison Cade en Heat, Benjamin se lesionó levemente, volviendo al poco tiempo y siendo elegido por los fanes en para pelear por el Campeonato Intercontinental ante Chris Jericho en Taboo Tuesday, ganando Benjamin la pelea, consiguiendo con esto su primer título individual en la compañía. Después de ganarlo, lo retuvo ante Christian en Survivor Series, Maven en New Year's Revolution, y Chris Jericho en Backlash. Benjamin perdió el título ante el debutante Carlito en Raw el 20 de junio de 2005, acabando con el reinado más largo de la década. Durante su reinado también participó en la Royal Rumble 2005, la cual no ganó y participó en el primer Money in the Bank match, el cual fue ganado por Edge. Luego de perder el campeonato comenzó un feudo con Carlito recibiendo su revancha al campeonato en Vengeance siendo derrotado. Durante el mes de septiembre comenzó un feudo con Kerwin White luego que White comenzara a hacer comentarios racistas acerca de Benjamin, siendo Shelton luchador afroamericano. En un episodio de RAW, White le costó una pelea a Shelton frente Rob Conway, lo que llevó que a la siguiente semana Benjamin ganará por DQ cuando White lo atacara con un palo de golf. En Unforgiven Shelton derrotó a White. El feudo continuó por varias semanas llevándolos a enfrentarse en Heat en Taboo Tuesday en una lucha en parejas siendo Shelton equipo con Val Venis siendo derrotados por White y Matt Striker.
La siguiente storyline de Benjamin empezó el 5 de diciembre, cuando Shawn Michaels tuvo que pelear junto a Benjamin en Raw. Al final de la lucha, mientras Michaels estaba preparando su Sweet Chin Music para ganar el combate, Shelton le dio el relevo para pelear, cambiando a heel, pero falló un movimiento, momento que Carlito aprovechó para ganar. Benjamin entonces tuvo una racha de derrotas durante las próximas semanas, teniendo como resultado la aparición de su nueva mánager Shelton's Momma para que le acompañara a las luchas y hacerle reaccionar, abofeteándole si perdía alguna lucha. Durante este período de tiempo, interfería en varias pelear a favor de Shelton, haciéndole ganar.

#### 2006-2007
Shelton a fines de 2005 comenzó un feudo con Viscera derrotándole en New Year's Revolution. Más tarde participaría en el Royal Rumble Match en Royal Rumble siendo eliminado por Shawn Michaels. Después Benjamin tuvo otro feudo con el entonces Campeón Intercontinental Ric Flair, derrotándole el 20 de febrero en Raw después de que Momma simulara problemas del corazón, causando una distracción y ayudando a Benjamin a ganar. Benjamin continuó su feudo con Flair, pero Momma ya no le acompañó más al ring, alegando Benjamin que se encontraba en el hospital y diciendo que Flair era el responsable.

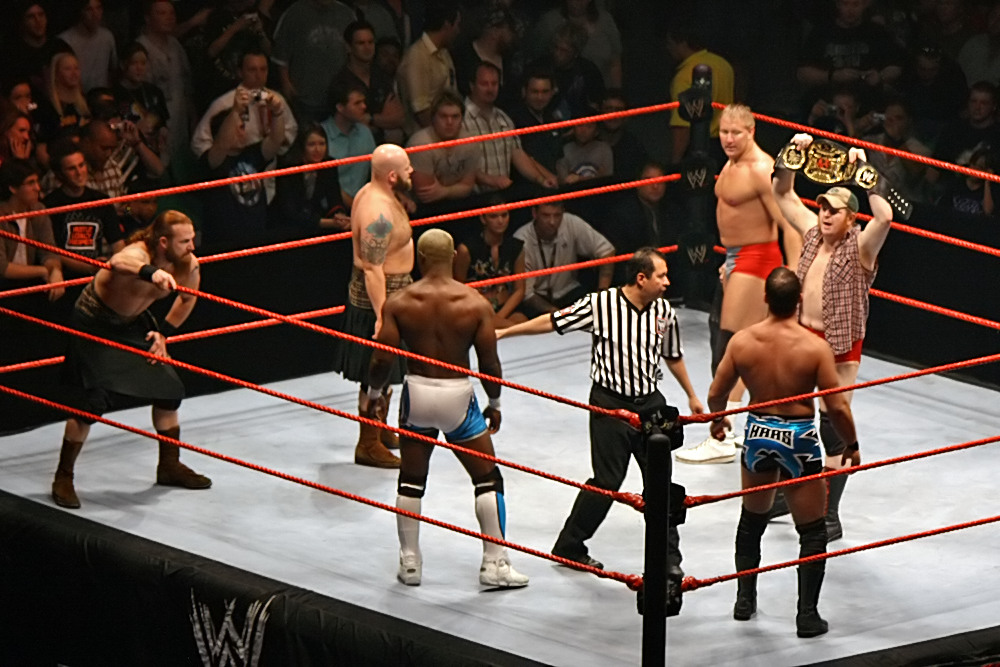
En 2007, tras no recibir push, Hass y Benjamin volvieron a unirse para luchar en parejas.

Benjamin compitió en el segundo Money in the Bank en WrestleMania 22. Tras WrestleMania tuvo un feudo con Rob Van Dam, ganador del Money in the Bank. Durante su feudo, Benjamin empezó a tener un nuevo gimmick más de villano, cambiando a heel. En RAW, Benjamin fue derrotado por su antiguo compañero de equipo Charlie Haas, con la estipulación de que si Shelton perdía, el Campeonato Intercontinental también estaría en juego en la pelea por el maletín de Van Dam, ganando RVD en Backlash, consiguiendo el título de Benjamin. Shelton ganó de nuevo el Campeonato Intercontinental de Rob Van Dam en una pelea de 3 contra 2, peleando Benjamin, Triple H y Chris Masters contra RVD y el Campeón de la WWE John Cena; pudiendo ganar cualquier campeonato si se cubría al campeón. Después de que Triple H le hiciera su "Pedigree" a Van Dam, le dio el relevo a Benjamin para que le hiciera la cuenta. Más tarde se enfeudó con Carlito y otros luchadores, perdiendo el título ante Johnny Nitro en un Triple Threat match en Vengeance, lucha en la que también participó Carlito. Luego de esto trato en innumerables ocasiones recuperar el Campeonato Intercontinental sin tener éxito. En Cyber Sunday fue una de las alternativas junto a Nitro y Carlito para ser elegido a enfrentarse al Campeón Intercontinental Jeff Hardy pero no logró ser elegido siendo elegido Carlito. Posteriormente fue varias veces derrotado por Jeff Hardy.
Durante diciembre volvió a hacer equipo con Charlie Haas, formando de nuevo The World's Greatest Tag Team después de derrotar a The Highlanders. El dúo tuvo entonces un feudo con Cryme Tyme y pelearon en muchos programas de Heat. En New Year's Revolution formó equipo con Haas para lucha en una Eliminación de Parejas por una oportunidad a los Campeonatos Mundiales en Parejas durante la cual eliminaron a The Highlanders y a Jim Duggan & Super Crazy pero fueron eliminados por Lance Cade & Trevor Murdoch aunque finalmente la lucha sería ganada por Cryme Tyme. Shelton volvió a participar en el Royal Rumble Match en Royal Rumble 2007 siendo eliminado por Shawn Michaels. Luego de esto junto a Charlie Haas entraron en feudo con los Campeones Mundiales en Parejas The Hardys (Jeff & Matt Hardy) enfrentándose ambos equipos en One Night Stand en un Ladder Match por los campeonatos siendo derrotados. Mientras tanto, Benjamin se tiñó el pelo de blanco, diciendo que significaba el cambio de su futuro, llamándose a sí mismo "The Gold Standard".
El 20 de noviembre, en la ECW, Elijah Burke le introdujo como la nueva superestrella de la ECW, rompiendo de nuevo el equipo con Haas al ser traspasado de marca. En la ECW, Benjamin recibió más tiempo durante sus promos y pelas de más alto nivel, derrotando a Tommy Dreamer en su debut.

#### 2008

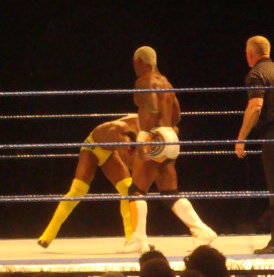
A principios de 2008, Benjamin estuvo luchando en la ECW.

A principios del año, Shelton logró clasificarse para el Royal Rumble 2008, donde entró el decimoséptimo y fue eliminado por Shawn Michaels el primero. El 22 de febrero en SmackDown!, tuvo una pelea frente a Jimmy Wang Yang, la cual ganó y así logró clasificarse para el Money in the Bank de WrestleMania XXIV. Shelton no pudo acabar el combate porque quedó inconsciente tras caer desde lo alto de una escalera a otra situada entre el ring y el público a modo de camilla. El combate lo ganó CM Punk.
Después de WrestleMania XXIV tuvo un feudo con Kofi Kingston, enfrentándose en varias ediciones de ECW. El feudo terminó en la edición de ECW el 24 de junio, donde ambos se enfrentaron en un Extreme Rules match, el cual ganó Kofi.
En el Draft de 2008, Benjamin fue traspasado desde la ECW a SmackDown!, empezando un feudo con Matt Hardy, a quien derrotó en The Great American Bash, ganando el Campeonato de los Estados Unidos, devolviéndolo a SmackDown. Posteriormente, en Unforgiven participó en el primer WWE Championship Scramble contra el campeón Triple H, The Brian Kendrick, Jeff Hardy y Montel Vontavious Porter, reteniendo Triple H. Más tarde empezó un feudo con R-Truth, peleando contra él en Cyber Sunday y una edición de SmackDown!, reteniendo su campeonato, y en Survivor Series, donde se enfrentaron en equipos opuestos y Benjamin logró eliminar a R-Truth, antes de ser eliminado por Batista. También retuvo su campeonato ante Hurricane Helms después de ser derrotado en dos ediciones de SmackDown ante Helms. 

#### 2009-2010
A principios de año tuvo un breve feudo con The Undertaker, siendo derrotado en dos ediciones de Smackdown. Ambos participaron en el Royal Rumble 2009, donde Shelton Benjamin entró el número 20, pero fue eliminado por Undertaker. Luego se clasificó al Money in the Bank al vencer a Jeff Hardy. Posteriormente, el 17 de marzo en Smackdown (emitido el 20 de marzo), fue derrotado por MVP, perdiendo el Campeonato de los Estados Unidos. El 5 de abril, en WrestleMania XXV, participó en el Money in the Bank frente a CM Punk, Kane, Kofi Kingston, Finlay, MVP, Mark Henry y Christian, pero no logró ganar.
Tras el draft, Benjamin volvió a unirse con Charlie Haas y en Judgment Day, fue derrotado por John Morrison. Después tuvo un breve feudo con R-Truth, con quien se enfrentó en el dark match de The Bash, ganando R-Truth. El 29 de junio fue traspasado de la marca SmackDown! a la ECW, iniciando un feudo con el recién llegado Yoshi Tatsu y Zack Ryder, luego inicia un feudo con Sheamus pasando a ser face. En Survivor Series, el Team Miz (The Miz, Drew McIntyre, Sheamus, Dolph Ziggler y Jack Swagger) derrotó al Team Morrison (John Morrison, Matt Hardy, Evan Bourne, Shelton Benjamin y Finlay). En TLC: Tables, Ladders & Chairs, Benjamin se enfrentó a Christian en un Ladder match por el Campeonato de la ECW, pero fue derrotado.
En enero, Shelton clasificó en ECW Homecoming derrotando a Chavo Guerrero, pero en 12 de enero Shelton se auto eliminó para así sacar a Vance Archer de la lucha, la cual ganó Ezekiel Jackson. Tras esto, empezó un feudo con Archer que duró hasta el cierre de la ECW, siendo cambiado a SmackDown! Entretanto, participó en la Royal Rumble, donde entró como el número 20, atacando con todo a Shawn Michaels y John Cena quien eran los únicos luchadores en el ring en ese instante, pero fue eliminado por John Cena.
Participó en una lucha clasificatoria para el Money in the Bank de Wrestlemania XXVI derrotando a CM Punk, pero no logró ganarlo, siendo el vencedor Jack Swagger. El 22 de abril de 2010 fue despedido de la empresa.

### Circuito independiente (2010-2015)
Después de ser despedido de la WWE, Benjamin apareció en el evento de la World Wrestling Council (WWC) Aniversario. En el evento, luchó tres noches, derrotando el 9 de julio junto a Orlando Colón a Primo Colón & Ray González, el 10 a julio, a Tommy Dreamer y el 11 de julio, a Primo. También luchó en un evento de la National Wrestling Alliance (NWA) el 24 de julio, derrotando a Scorpio Sky. El 31 de julio de 2010, en el evento de la WWC "La Revolución", derrotó a Ray González, ganando el Campeonato Universal Peso Pesado de la WWC, pero lo perdió el 27 de noviembre ante Carlito. En noviembre se volvió a unir a Charlie Haas durante una gira con la American Wrestling Rampage (AWR), donde perdieron el 10 y el 13 de noviembre ante La Resistance (Rene Dupree & Sylvan Grenier), pero el 14 derrotaron a Scott Steiner & Booker T. El 8 de marzo de 2011, Benjamin visitó a sus amigos en un evento de SmackDown en Houston, Texas, a lo que los productores le ofrecieron luchar en el dark match de la noche, derrotando a Curt Hawkins. El 9 de marzo de 2011 en un evento de la Millennium Wrestling Federation, Benjamin ganó el Campeonato Peso Pesado de la MWF al derrotar a Slyck Wagner Brown. Sin embargo, lo perdió ante el excampeón el 4 de junio.
En JAPW 18th Anniversary Show, Haas, Benjamin y Angle se reunieron por primera vez en 11 años. En el evento principal, Benjamin y Haas derrotaron a Chris Sabin y Teddy Hart. El 15 de mayo de 2015, Global Force Wrestling (GFW) anunció a Benjamin como parte de su lista. Hizo su debut para la promoción el 20 de junio, derrotando a Chris Mordetzky en un combate individual del evento principal. Benjamin participó en el torneo inaugural de Global Force Wrestling para coronar a su primer Campeón Global GFW, que sirvió como el campeonato mundial de peso pesado de la compañía. Después de obtener una victoria en los cuartos de final, perdió su próximo enfrentamiento con Bobby Roode debido a una conmoción cerebral.

### Ring of Honor (2010-2013)

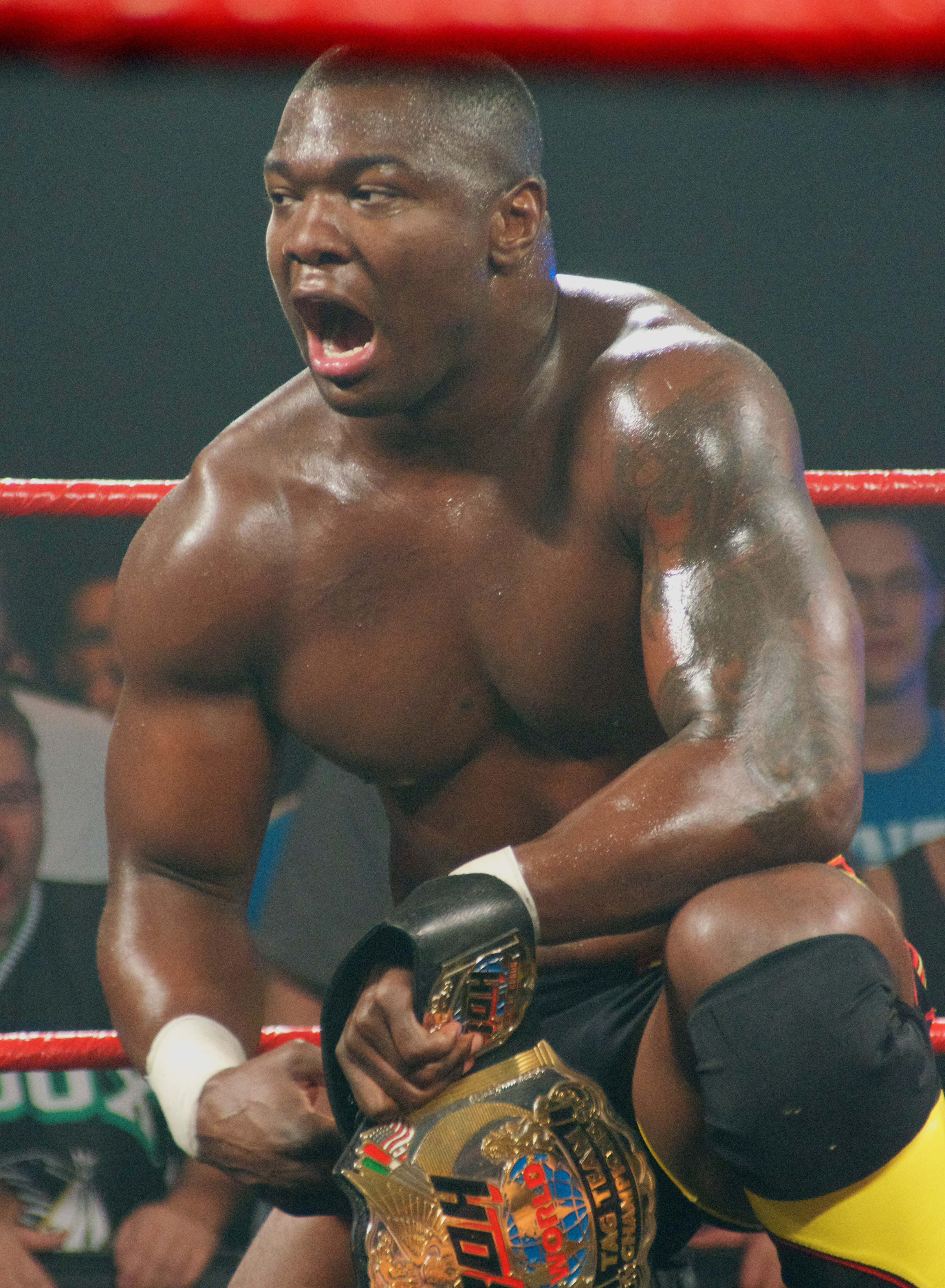
Shelton Benjamin como Campeón Mundiales en Parejas de ROH.

El 11 de septiembre de 2010, Benjamin volvió a hacer equipo con Charlie Haas, siendo conocidos como Wrestling's Greatest Tag Team en Ring of Honor (ROH). Ambos lucharon contra los Campeones Mundiales en Parejas de ROH The Kings of Wrestling (Claudio Castagnoli & Chris Hero) el 11 de septiembre en Glory By Honor IX, perdiendo Haas & Benjamin la lucha. Tras esto, firmaron un contrato con ROH, debutando en ROH on HDNet el 9 de diciembre, derrotando a The Barvado Brothers. Además, como parte de la alianza con la Ohio Valley Wrestling (OVW), el día anterior lucharon en la OVW, derrotando a The Elite. El 10 de diciembre, Haas & Bejamin derrotaron a the All-Night Xpress ( Kenny King & Rhett Titus) antes de participar en una lucha junto a the Briscoe Brothers contra the Kings of Wrestling & the All-Night Xpress, quedando empate. En el evento 9th Anniversary Show, Haas & Benjamin derrotaron a the Briscoe Brothers en el evento principal de la noche, ganando una oportunidad por los Campeonatos Mundiales en Parejas de Kings of Wrestling. El 1 de abril, en Honor Takes Center Stage Chapter 1, Haas & Benjamin derrotaron a the Kings of Wrestling, ganando los títulos.
El 26 de junio en Best in the World 2011, Benjamin & Haas defendieron los títulos ante the Briscoe Brothers, the Kings of Wrestling y the All-Night Express. Sin embargo, después del combate, fueron asaltados por the Briscoe Brothers con sillas. Finalmente, en Final Battle, perdieron los títulos ante the Briscoe Brothers. El 12 de mayo de 2012 en Border Wars, recuperaron los títulos al derrotar a los campeones. El 24 de junio en Best in the World 2012, perdieron los títulos ante All Night Xpress (Kenny King & Rhett Titus). A principios de agosto, fue suspendido (kayfabe) por los oficiales de ROH por atacar a Titus y a ellos con una silla. Esta suspensión se hizo para explicar su ausnecia de ROH mientras trabajaba en Japón. Regresó a ROH el 15 de septiembre en Death Before Dishonor X: State of Emergency, acompañando a Haas & Rhett Titus durante sus luchas en un torneo para declarar nuevos campeones de parejas. Sin embargo, fueron derrotados en la final por S.C.U.M. Esto hizo que empezaran un feudo con Titus y su nuevo compañero, B.J. Whitmer, derrotándoles en Glory by Honor XI y culminando en un combate en Final Battle 2012: Doomsday, derrotándoles en un New York Street Fight. Al día siguiente, pidió finalizar su contrato con ROH, lo que le fue concedido.Benjamin tuvo su última lucha en ROH el 2 de febrero de 2013, junto a Charlie Haas por el Campeonato en parejas de ROH contra The Briscoes pero fueron derrotados luego de que Haas lo traicionara y lo atacara en medio del ring.
Benjamin hizo su regreso en el ROH 11th Anniversary Show, interfiriendo en el combate entre Hass y BJ. Empezando un feudo, se programó un combate entre ambos el 5 de abril en Supercard of Honor VII, pero fue cancelado debido al despido y posterior retiro de Haas de la empresa. Su rival ese día fue Mike Bennett, quien derrotó a Benjamin.

### New Japan Pro-Wrestling (2012-2015)
El 9 de diciembre de 2011, la New Japan Pro-Wrestling anunció que Benjamin haría pareja con MVP contra Masato Tanaka & Yujiro Takahashi en Wrestle Kingdom VI in Tokyo Dome el 4 de enero de 2012. Benjamin & MVP consiguieron la victoria después de que MVP forzara a rendirse a Takahashi. El 16 de junio, volvió a luchar en la NJPW en Dominion 6.16, donde él y MVP derrotaron a Karl Anderson & Tama Tonga. El 8 de julio, fue incluido como participante del Torneo G1 Climax 2012. Durante el siguiente mes, tuvo varios combates, terminando con cuatro victorias y cuatro derrotas, no pudiendo avanzar a la final. Después de no luchar en la NJPW durante los siguientes meses, hizo su regreso en noviembre de 2012, participando en el torneo 2012 World Tag League junto a MVP, siendo conocidos como "Black Dynamite". Terminaron el torneo el 1 de diciembre con tres victorias, una sobre los Campeones en Parejas de la IWGP Davey Boy Smith, Jr. & Lance Archer, y tres derrotas, no pudiendo avanzar a la semifinal.
El 2 de diciembre, el día de la final del torneo, tuvo una confrontación con Masato Tanaka, por lo que al día siguiente la NJPW le concedió una lucha titular por el Campeonato Openweight NEVER. El 4 de enero de 2013, en Wrestle Kingdom 7 in Tokyo Dome, fue derrotado por Tanaka. El 20 de abril, hizo su regreso a la NPW, aliándose con el stable heel Suzukigun. Tras estar tres meses en Estados Unidos, regresó a la NJPW el 20 de abril, uniéndose al stable heel Suzukigun, haciendo equipo con el líder del grupo, Minoru Suzuki, derrotando a Kazuchika Okada & Shinsuke Nakamura. En la siguiente gira, empezó a usar el nombre de "Shelton X Benjamin", ya que antes de ser revelado como el nuevo miembro del grupo, el compañero de Suzuki tan sólo fue nombrado como "X". El 3 de mayo en Wrestling Dontaku 2013, se enfrentó a Nakamura por el Campeonato Intercontinental, pero fue derrotado. El 29 de septiembre, tuvo otra oportunidad al título, pero volvió a ser derrotado por Shinsuke Nakamura. Del 24 de noviembre al 8 de diciembre, Benjamin and Suzuki participaron en el torneo 2013 World Tag League, donde consiguieron tres victorias y tres derrotas, perdiendo ante Takashi Iizuka and Toru Yano el último día y costándoles su puesto en las semifinales.
Benjamin regresó a New Japan el 4 de enero de 2014, en Wrestle Kingdom 8 en Tokyo Dome, donde él y Suzuki fueron derrotados por The Great Muta y Toru Yano en una lucha por equipos. El 15 de marzo, Benjamin entró en la New Japan Cup 2014, derrotando a Yujiro Takahashi en su partido de primera ronda. El 22 de marzo, Benjamin derrotó a Katsuyori Shibata para avanzar a las semifinales del torneo. Al día siguiente, Benjamin fue eliminado del torneo en las semifinales por Bad Luck Fale. Del 21 de julio al 8 de agosto, Benjamin participó en el G1 Climax 2014, donde terminó quinto en su bloque con un récord de cinco victorias y cinco derrotas. Benjamin regresó a New Japan el 4 de enero de 2015, en Wrestle Kingdom 9 en Tokyo Dome, donde él, Davey Boy Smith, Jr., Lance Archer y Takashi Iizuka fueron derrotados por Naomichi Marufuji, Toru Yano y TMDK ( Mikey Nicholls y Shane Haste ) en una lucha por equipos de ocho hombres. Desde entonces, el perfil de Benjamin se ha eliminado del sitio web de NJPW.

### Pro Wrestling Noah (2015-2016)
El 10 de enero de 2015, Benjamin junto con el resto de Suzuki-gun, participó en una historia importante, donde el establo invadió un programa de Pro Wrestling Noah, atacando a Marufuji y TMDK. Benjamin hizo su debut en el ring para Noah el 12 de enero, cuando él, Suzuki, Taichi y Michinoku derrotaron a Marufuji, Atsushi Kotoge , Muhammad Yone y Taiji Ishimori en una lucha por equipos de ocho hombres. Durante las próximas semanas, Benjamin trabajó en todos los eventos de Noah, mientras comenzaba una pelea con Takashi Sugiura debido a que él también tenía experiencia en la lucha libre amateur. Benjamin y Sugiura finalmente se encontraron en una pelea de rencor el 18 de julio, donde Sugiura ganó. En noviembre, Benjamin llegó a la final del principal torneo de individuales de Noah, la Global League, pero fue derrotado allí por Naomichi Marufuji. El 12 de junio de 2016, Benjamin desafió sin éxito a Go Shiozaki por el título principal de Noah, el Campeonato de peso pesado de GHC. 

### Regreso a WWE

#### 2017-2018
El 26 de julio de 2016 en SmackDown, se lanzó una promo donde se anunciaba su regreso a la empresa. Sin embargo, una lesión de hombro, impidió su regreso, aplazándolo aproximadamente de 4 a 6 meses. El 10 de julio de 2017, WWE publicó en Twitter que Benjamin haría su regreso a la compañía una vez cumplido el tiempo que se haya sometido a operación por la lesión. El 13 de julio, se confirmó que Benjamin había firmado un nuevo contrato con WWE. El 22 de agosto en SmackDown, Benjamin hizo su regreso a WWE como face, anunciándose como el nuevo compañero de Chad Gable. El 29 de agosto en SmackDown, Benjamin y Gable derrotaron a The Ascension. En el SmackDown después de Hell In A Cell, Shelton y Gable se convirtieron en los retadores número 1 a los campeonatos en pareja de SmackDown, la siguiente semana tanto Gable como Shelton cambiaron a heel después de un gesto irrespetuoso hacía The Usos. En WrestleMania 34 el 8 de abril, Benjamin compitió junto a Gable en la André the Giant Memorial Battle Royal, pero ninguno ganó. El 16 de abril, Gable sería cambiado a Raw durante la Superstar Shake-up de la WWE 2018, disolviendo así al equipo.
En el episodio del 17 de abril de SmackDown, después de aparentemente desearle buena suerte a Gable en su cambio a la marca Raw en Twitter, Benjamin afirmaba que su cuenta "fue pirateada" y comenzó a desmoralizar a Gable, antes de desafiar a cualquiera en el vestuario. Randy Orton inicialmente aceptaría el desafío, sin embargo, mientras se dirigía al ring, el recién reclutado Campeón de los Estados Unidos, Jeff Hardy, salía y aceptaba el desafío, derrotando a Benjamin. La semana siguiente en SmackDown, Benjamin emitiría otro desafío abierto, primero respondido por Hardy, pero Orton lo reemplazaría Benjamin iría a derrotar a Orton. Benjamin apareció en el Greatest Royal Rumble en Jeddah, Arabia Saudita, compitiendo en el combate titular Royal Rumble de 50 hombres. Benjamin ingresó al partido como participante número 48 y fue eliminado por Chris Jericho. En el episodio del 1 de mayo de SmackDown, Benjamin se asoció con The Miz en un esfuerzo perdedor contra Orton y Hardy. Después de esto, Benjamin solo haría cuatro apariciones televisivas más en SmackDown a lo largo de 2018, perdiendo ante Daniel Bryan en junio, Jeff Hardy en agosto y Campeón de la WWE AJ Styles en octubre. Su única victoria vendría sobre Daniel Bryan en el episodio del 2 de octubre de SmackDown, después de la interferencia de The Miz.

#### 2019
En el pago por evento de Royal Rumble el 27 de enero de 2019, Benjamin compitió en el Royal Rumble Match, pero fue eliminado por Braun Strowman. El 11 de marzo de 2019, regreso pero ahora en RAW, atacando a Seth Rollins, luego tuvo un combate contra el, perdiéndolo. En el SmackDown Live! del 2 de abril  junto a Andrade, EC3, Luke Gallows, Karl Anderson Zelina Vega, Mandy Rose, Sonya Deville & Lana se enfrentaron a The Hardy Boyz(Matt & Jeff), The Heavy Machinery(Otis & Tucker), R-Truth, Carmella, Asuka, Naomi & Nikki Cross en un 18-Persons Mixed Tag Team Match acabando sin resultado, pero después del combate se fueron sacando del ring, camino a André the Giant Memorial Battle Royal en Wrestlemania 35. En Wrestlemania 35 participó en la lucha en honor a André The Giant, fue eliminado por Braun Strowman quién ganó dicha lucha. En el SmackDown del 21 de mayo perseguio a R-Truth por el Campeonato 24/7 para luego seguir haciéndolo las siguientes semanas sin éxito alguno. Hasta el 27 de agosto en SmackDown Live! donde se enfrentó a su excompañero Chad Gable en la primera ronda del torneo King Of The Ring, lucha que perdió. En el SmackDown Live! fue derrotado por Aleister Black y en el Raw fue derrotado por Ricochet.
Durante el Draft del 2019 se anunció que formaría parte del elenco de Raw. Y en el Raw del 21 de octubre encaró a Rey Misterio porque su amigo Caín Velásquez tenía una oportunidad por el Campeonato de la WWE de Brock Lesnar, al final fuera atacado por Cain Velasquez. En el Main Event del 31 de octubre derrotó a Akira Tozawa, siendo su primera victoria en el año. En el Kick-Off de WWE Crown Jewel, participó en la 20-Man Battle Royal Match por una oportunidad al Campeonato de los Estados Unidos de AJ Styles, sin embargo fue eliminado por Humberto Carrillo. Posteriormente pasó a perseguir a R-Truth por el Campeonato 24/7 en las siguientes semanas en Raw, sin éxito en conseguirlo. 

#### 2020
En el Main Event transmitido el 16 de enero de 2020 derrotó a Akira Tozawa, pero en el Main Event transmitido el 23 de enero fue derrotado por Cedric Alexander, días después participó en la Batalla real de Hombres del Royal Rumble 2020 donde entró el número 10 donde se abrazo con Paul Heyman y Brock Lesnar y decidieron esperar al siguiente participante pero fue traicionado por Lesnar que lo eliminó. Volvió a ser derrotado por Cedric Alexander en el Main Event transmitido el 6 de febrero, después del combate se dieron la mano en señal de respeto, en la transmisión del 20 de febrero en Main Event junto a Eric Young fueron derrotados por Curt Hawkins & Zack Ryder, y en la transmisión de Main Event del 27 de febrero derrotó a No Way Jose, la siguiente semana en Main Event transmitido el 5 de marzo, derrotó a Curt Hawkins, la siguiente semana en Main Event fue derrotado por Humberto Carrillo, comenzando un feudo con Carrillo en Main Event, enfrentándose a Humberto Carrillo en 2 ocasiones distintas en el Main Event transmitido el 16 de abril y el 23 de abril, siendo en ambas derrotado.
En el episodio del 15 de junio de Raw, Benjamin se enfrentó al campeón estadounidense Apollo Crews, donde Crews ganó después de usar las cuerdas como palanca. Después del combate en una exclusiva de WWE Network, MVP le prometió a Benjamin una revancha con Crews por el Campeonato de los Estados Unidos, provocando así una alianza entre los dos. En el episodio del 22 de junio de Raw, Benjamin atacó a Crews durante el VIP Lounge con MVP antes de su combate programado. A pesar de esto, Benjamin fue derrotado por Crews. En el episodio del 20 de julio de Raw, Benjamin se unió oficialmente a MVP y al estable de Bobby Lashley, The Hurt Business, ya que lo ayudaron a capturar el Campeonato 24/7 de R-Truth. Durante su tiempo en el establo, ganaría el Campeonato 24/7 en tres ocasiones. En el episodio del 10 de agosto de Raw, Benjamin derrotó al Campeón de los Estados Unidos Apollo Crews en un combate sin título luego de una distracción de MVP y Lashley. Esta fue la primera victoria de Benjamin en Raw en más de 14 años. En el episodio del 7 de septiembre de Raw, Cedric Alexanderse unió a The Hurt Business cuando traicionó a Crews y Ricochet durante una lucha por equipos de seis hombres, atacándolos y ayudando a The Hurt Business a ganar la pelea. El 20 de diciembre en TLC, Alexander y Benjamin derrotaron a The New Day (Kofi Kingston y Xavier Woods) para ganar el Campeonato de Parejas de WWE Raw. Esto también lo convertiría en 3 veces Campeón en Parejas de la WWE (Raw). 

#### 2021-2023
Benjamin y Alexander luego devolverían los títulos a Kingston y Woods en el episodio del 15 de marzo de Raw. En el episodio del 29 de marzo de 2021 en Raw, Lashley arremetió contra Alexander y Benjamin debido a que perdieron los Campeonatos de Parejas de Raw y perdieron ante Drew McIntyre en una lucha de handicap 2 contra 1, una derrota que significaba que serían excluidos del ring en Lashley's. Lucha por el Campeonato de la WWE en WrestleMania 37 contra McIntyre. Esto llevó a Lashley a atacar a Alexander y Benjamin, expulsándolos de la facción en el proceso.
En el SmackDown! WrestleMania Edition, junto a Cedric Alexander, participó en el André the Giant Memorial Battle Royal, eliminando a Akira Tozawa y a Tucker, sin embargo fue eliminado por varios luchadores como King Corbin, Elias, Jaxson Ryker, Kalisto & T-BAR. A los 3 días después en Raw, junto a Cedric Alexander fueron derrotados por The Viking Raiders (Erik e Ivar), quienes hacían su regreso, la siguiente semana en Raw, junto a Cedric Alexander, fueron derrotados nuevamente por The Viking Raiders (Erik e Ivar), la siguiente semana en Raw, junto a Cedric Alexander, fueron derrotados por Randy Orton & Riddle. En el episodio del 3 de mayo de Raw, junto a Cedric Alexander, fueron derrotados por Lucha House Party (Gran Metalik & Lince Dorado), después del combate, Alexander tomó un micrófono y se rehusó a seguir formando equipo con Benjamin, debido a la racha de derrotas que estaban obteniendo, minutos después en backstage, Benjamin dijo que le enseñara a respetar a Alexander, empezando así un feudo contra Cedric Alexander. En el episodio del 10 de mayo de Raw, Benjamin derrotó a Cedric Alexander, la siguiente semana en Raw, fue parte de los leñadores en el Lumberjack Match entre Damian Priest contra John Morrison y durante el combate fue atacado por Cedric Alexander, después de que el combate terminara, Alexander lo encaró en backstage, acto seguido lo atacó con un puñetazo, la siguiente semana en Raw, fue derrotado por Cedric Alexander debido a unos piquetes a los ojos que el árbitro no observo, la siguiente semana en Raw, fue derrotado nuevamente y rápidamente por Cedric Alexander debido por otros piquetes a los ojos que el árbitro no vio, terminando así el feudo, en el Main Event emitido el 10 de junio, fue derrotado por Jinder Mahal. En el Raw del 28 de junio, participó en un Over The Tope Rope Battle Royal para reemplazar a Randy Orton en el Last Chance Triple Threat Match clasificatorio al Men's Money In The Bank Ladder Match en Money In The Bank, eliminando a Drew Gulak, sin embargo fue eliminado por Jinder Mahal.
Ha aparecido como compañero de Cedric Alexander.

En Survivor Series, participó en el 25-Man Dual Brand Battle Royal en conmemoración a los 25 años de carrera de The Rock, sin embargo fue eliminado por Omos.
En el Main Event emitido el 7 de abril, fue derrotado por T-BAR.
Empezando 2023, en el Main Event emitido el 5 de enero, derrotó a Rip Fowler, después del combate, Benjamin recibió una ovación de pie de la multitud eso es porque Benjamin celebró recientemente 20 años desde su debut en la WWE en diciembre de 2002, luego de recibir ese apoyo abrumador de los fanáticos, Benjamin entregó estos comentarios que WWE publicó en las redes sociales y Youtube:“En caso de que algunos de ustedes no lo sepan, recientemente celebré 20 años de debutar en WWE. Solo quiero agradecerles a los fanáticos, WWE, WWE Universe por permitirme todo este tiempo para vivir mi sueño de la infancia”, mientras los fanáticos corearon "Gracias, Shelton" por él en ese momento, lo que llevó a estos comentarios de Benjamin:“Pero no se equivoquen, no he terminado. Soy Shelton Benjamin, sigo siendo el estándar de oro y... ¡ahora nada me detiene!”. Benjamin dijo "The Gold Standard" porque ese fue su apodo durante gran parte de su carrera en la WWE y "no me detiene ahora" es el comienzo de su tema musical. El 21 de septiembre de 2023, Benjamin fue liberado de su contrato por WWE.

### Regreso al circuito independiente (2024-presente)
El 8 de febrero de 2024, se anunció que Benjamin haría su debut para Prestige Wrestling en su evento Alive or Just Breathing el 16 de mayo contra Josh Alexander, quien luego fue reemplazado por Tom Lawlor debido a problemas de salud. En el evento, Benjamin derrotó a Lawlor.

### All Elite Wrestling (2024-presente)
Benjamin hizo su debut en All Elite Wrestling (AEW) en el episodio del quinto aniversario de Dynamite, donde se reunió y fue presentado por su exmiembro de The Hurt Business, MVP, como su socio comercial.

## Vida personal
Benjamin es fanático de los videojuegos. Ganó el THQ Superstar Challenge de la WWE, un torneo de videojuegos que se llevó a cabo todos los años durante el fin de semana de WrestleMania, cuatro años seguidos antes de retirarse del evento en 2007.  En abril de 2020, durante la cuarentena a raíz de la pandemia de COVID-19, Benjamin pidió a modo de broma a los padres a través de Twitter que evitaran que sus hijos jugaran juegos en línea debido a que los jugadores más jóvenes batían sus récords.
Benjamin mantiene una estrecha amistad con Charlie Haas, incluso fue el padrino de la boda de Haas y Jackie Gayda. También es amigo cercano de Brock Lesnar, a quien conoció en la Universidad de Minnesota y compartió habitación con él; una vez dejó que Lesnar se quedara en su sótano cuando este no tenía dinero ni hogar.
Según él mismo en una entrevista con Lilian García en su podcast Chasing Glory, tiene dos hijas.

## Campeonatos y logros
- All Elite Wrestling/AEW

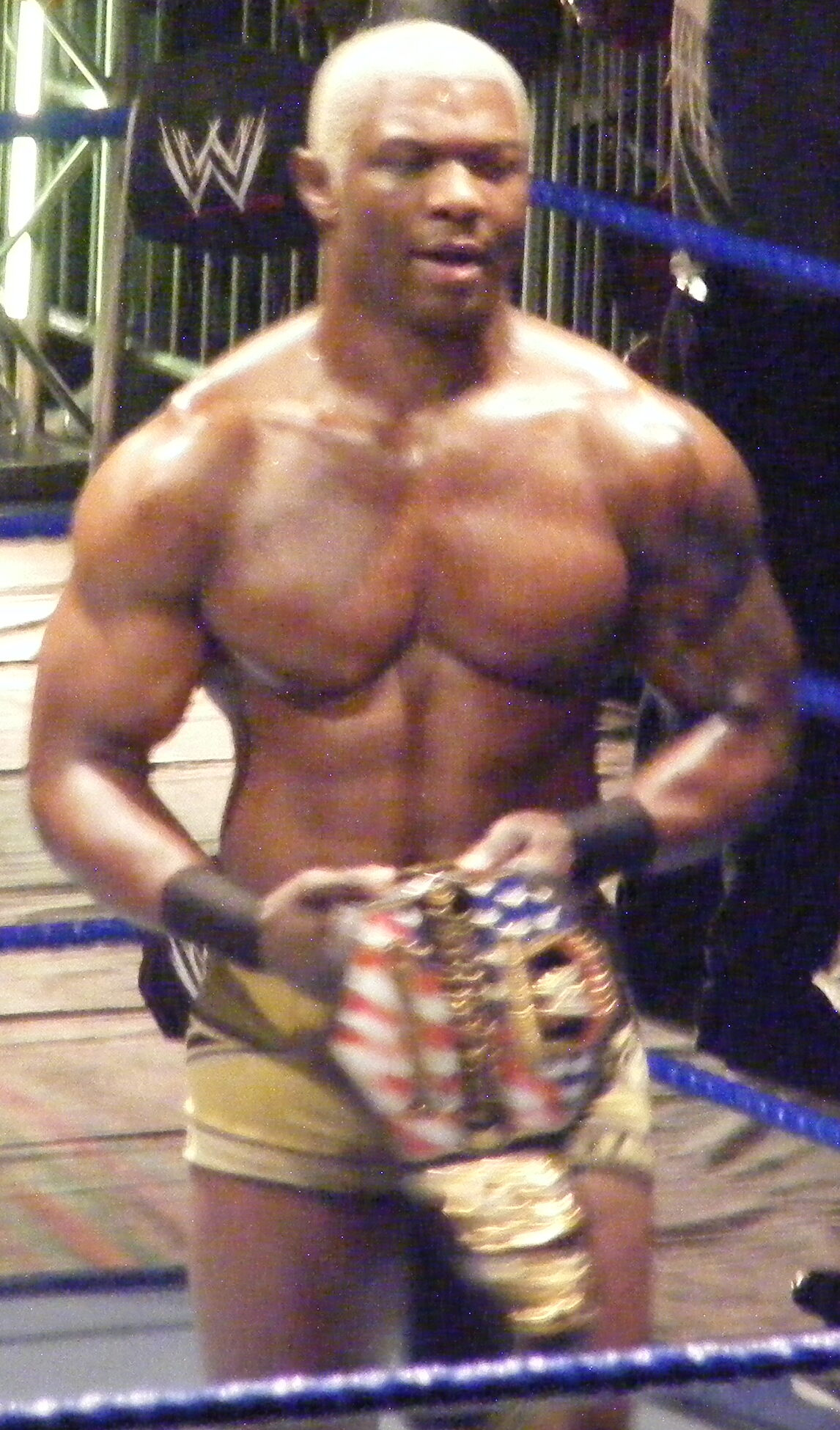
Benjamin como Campeón de los Estados Unidos de la WWE.

Benjamin como Campeón Mundial en Parejas de AEW.

  - AEW World Tag Team Championship (1 vez, actuales) – con Bobby Lashley

- Ring of Honor/ROH
  - ROH World Tag Team Championship (2 veces) - con Charlie Haas

- World Wrestling Council/WWC
  - WWC Universal Heavyweight Championship (1 vez)

- World Wrestling Entertainment/WWE
  - WWE Intercontinental Championship (3 veces)
  - WWE United States Championship (1 vez)
  - WWE/Raw Tag Team Championship (3 veces) - con Charlie Haas (2) y Cedric Alexander (1)
  - WWE 24/7 Championship (3 veces)
  - Slammy Award (1 vez)
    - Trash Talker of the Year (2020) como The Hurt Business, compartido con Lacey Evans

- Ohio Valley Wrestling/OVW
  - OVW Southern Tag Team Championship (4 veces) - con Brock Lesnar (3) y Redd Dogg (1)

- Pro Wrestling lllustrated
  - Equipo del año (2003) con Charlie Haas (The World's Greatest Tag Team)[100]
  - Situado en el Nº153 en los PWI 500 del 2001[101]
  - Situado en el Nº132 en los PWI 500 del 2002[102]
  - Situado en el Nº30 en los PWI 500 del 2003[103]
  - Situado en el Nº16 en los PWI 500 del 2004[104]
  - Situado en el Nº9 en los PWI 500 del 2005[105]
  - Situado en el Nº37 en los PWI 500 del 2006[106]
  - Situado en el Nº91 en los PWI 500 del 2007[107]
  - Situado en el Nº62 en los PWI 500 del 2008[108]
  - Situado en el Nº31 en los PWI 500 de 2009[109]
  - Situado en el Nº76 en los PWI 500 de 2010[110]
  - Situado en el Nº71 en los PWI 500 de 2011[111]
  - Situado en el Nº42 en los PWI 500 de 2012
  - Situado en el Nº124 en los PWI 500 de 2013
  - Situado en el Nº212 en los PWI 500 de 2014
  - Situado en el Nº186 en los PWI 500 de 2016
  - Situado en el Nº109 en los PWI 500 de 2018
  - Situado en el Nº194 en los PWI 500 de 2019
  - Situado en el Nº445 en los PWI 500 de 2020
  - Situado en el Nº170 en los PWI 500 de 2021

- Wrestling Observer Newsletter
  - WON Luchador más infravalorado - 2005
  - WON Luchador más infravalorado - 2006
  - WON Luchador más infravalorado - 2007